# HD 142022 Ab
HD 142022 Ab es un planeta extrasolar que se encuentra a una distancia de 117 años luz, orbitando la estrella HD 142022. Fue descubierto usando el método de la velocidad radial por Eggenberger et al. en el 2005. Su masa es unas 4,5 veces la de Júpiter. Hay una relativa separación entre el planeta y la estrella con 3 UA (separación angular de 81,6 minutos de arco visto desde la Tierra), que necesita 1928 días o 5,28 años para completar su periodo orbital. Cómo es típico en los planetas de largo periodo tiene una excentricidad relativamente alta de 53±20%.